# Championnats du monde de patinage artistique 1910
Navigation
Mondiaux 1909 Mondiaux 1911
Les championnats du monde de patinage artistique 1910 ont lieu du 29 au 30 janvier 1910 à la patinoire extérieure de Davos en Suisse pour les Messieurs, et le 4 février 1910 au Sportpalast de Berlin dans l'Empire allemand pour les Dames et les Couples.

## Podiums
| Épreuves                      | Or                            | Argent                               | Bronze                             |
| ----------------------------- | ----------------------------- | ------------------------------------ | ---------------------------------- |
| Messieurs résultats détaillés | Ulrich Salchow                | Werner Rittberger                    | Andor Szende                       |
| Dames résultats détaillés     | Lily Kronberger               | Elsa Rendschmidt                     |                                    |
| Couples résultats détaillés   | Anna Hübler / Heinrich Burger | / Ludowika Eilers / Walter Jakobsson | Phyllis Johnson / James H. Johnson |

## Tableau des médailles
| Rang  | Nation      | Or | Argent | Bronze | Total |
| ----- | ----------- | -- | ------ | ------ | ----- |
| 1     | Allemagne   | 1  | 2.5    | 0      | 3.5   |
| 2     | Hongrie     | 1  | 0      | 1      | 2     |
| 3     | Suède       | 1  | 0      | 0      | 1     |
| 4     | Finlande    | 0  | 0.5    | 0      | 0.5   |
| 5     | Royaume-Uni | 0  | 0      | 1      | 1     |
| Total | Total       | 3  | 3      | 2      | 8     |

## Détails des compétitions

### Messieurs
| Rang    | Nom               | Nation    | Places | Points | Fig. impo. | Prog. libre |
| ------- | ----------------- | --------- | ------ | ------ | ---------- | ----------- |
| 1       | Ulrich Salchow    | Suède     | 11     | 334    |            |             |
| 2       | Werner Rittberger | Allemagne | 14     | 323.3  |            |             |
| 3       | Andor Szende      | Hongrie   | 20     | 302.5  |            |             |
| 4       | Per Thorén        | Suède     | 25     | 302.5  |            |             |
| Forfait | Gilbert Fuchs     | Allemagne |        |        |            |             |
| Forfait | Walter Jakobsson  | Finlande  |        |        |            |             |

### Dames
| Rang | Nom              | Nation    | Places | Points | Fig. impo. | Prog. libre |
| ---- | ---------------- | --------- | ------ | ------ | ---------- | ----------- |
| 1    | Lily Kronberger  | Hongrie   | 5      |        |            |             |
| 2    | Elsa Rendschmidt | Allemagne | 10     |        |            |             |

### Couples
| Rang | Nom                                | Nation               | Places | Points |
| ---- | ---------------------------------- | -------------------- | ------ | ------ |
| 1    | Anna Hübler / Heinrich Burger      | Allemagne            | 8.5    |        |
| 2    | Ludowika Eilers / Walter Jakobsson | Allemagne / Finlande | 14     |        |
| 3    | Phyllis Johnson / James H. Johnson | Royaume-Uni          | 19.5   |        |